# Adiantum formosanum
Adiantum formosanum là một loài thực vật có mạch trong họ Adiantaceae. Loài này được Tagawa miêu tả khoa học đầu tiên năm 1938.